# フェルナンド・フェルナン・ゴメス
フェルナンド・フェルナン・ゴメス (Fernando Fernán Gómez）こと、フェルナンド・フェルナンデス・ゴメス（Fernando Fernández Gómez, 1921年8月28日 - 2007年11月21日) はペルー・リマで生まれ、スペインで活躍した俳優・映画監督。

## 来歴
1921年、女優であった母親が中南米を長期公演旅行中に、ペルーのリマにて出生。3歳でスペインに移住し、スペイン内戦の後に法律を学ぶが、舞台に出演するようになり中断。その後、本格的に俳優への道を進む。
日本での公開作品は多くはないが、これまで200本以上の映画やテレビドラマ等に出演し、さらに、20本以上の映画の監督、舞台の演出や戯曲の執筆も行うなど、スペインの映画・演劇界を代表するひとりとなった。また、詩集も出版するなど多才な人物としても知られ、長きに渡って幅広い分野で活躍していた。1989年にはスペイン映画国民賞を受賞。
1992年に女優ペネロペ・クルスと共演した映画『ベル・エポック』はアカデミー外国語映画賞を受賞したほか、ヴェネツィア国際映画祭の男優賞を1度、ベルリン国際映画祭の男優賞を2度受賞している。
2007年11月19日、数日前からの体調不良をきっかけにマドリッドのラパス病院に入院、加療に努めていたが、肺炎のため同年11月21日死去。86歳だった。

## 主な出演作品
- ミツバチのささやき El Espíritu de la colmena (1973)
- ママは百歳 Mamá cumple cien años (1979)
- 天国の半分 La Mitad del cielo (1986)
- マルセリーノ・パーネ ヴィーノ Marcellino (1991)
- ベル・エポック Belle epoque (1992)
- 蝶の舌 La Lengua de las mariposas (1999)
- オール・アバウト・マイ・マザー Todo Sobre Mi Madre (1999)